# 토싱에섬

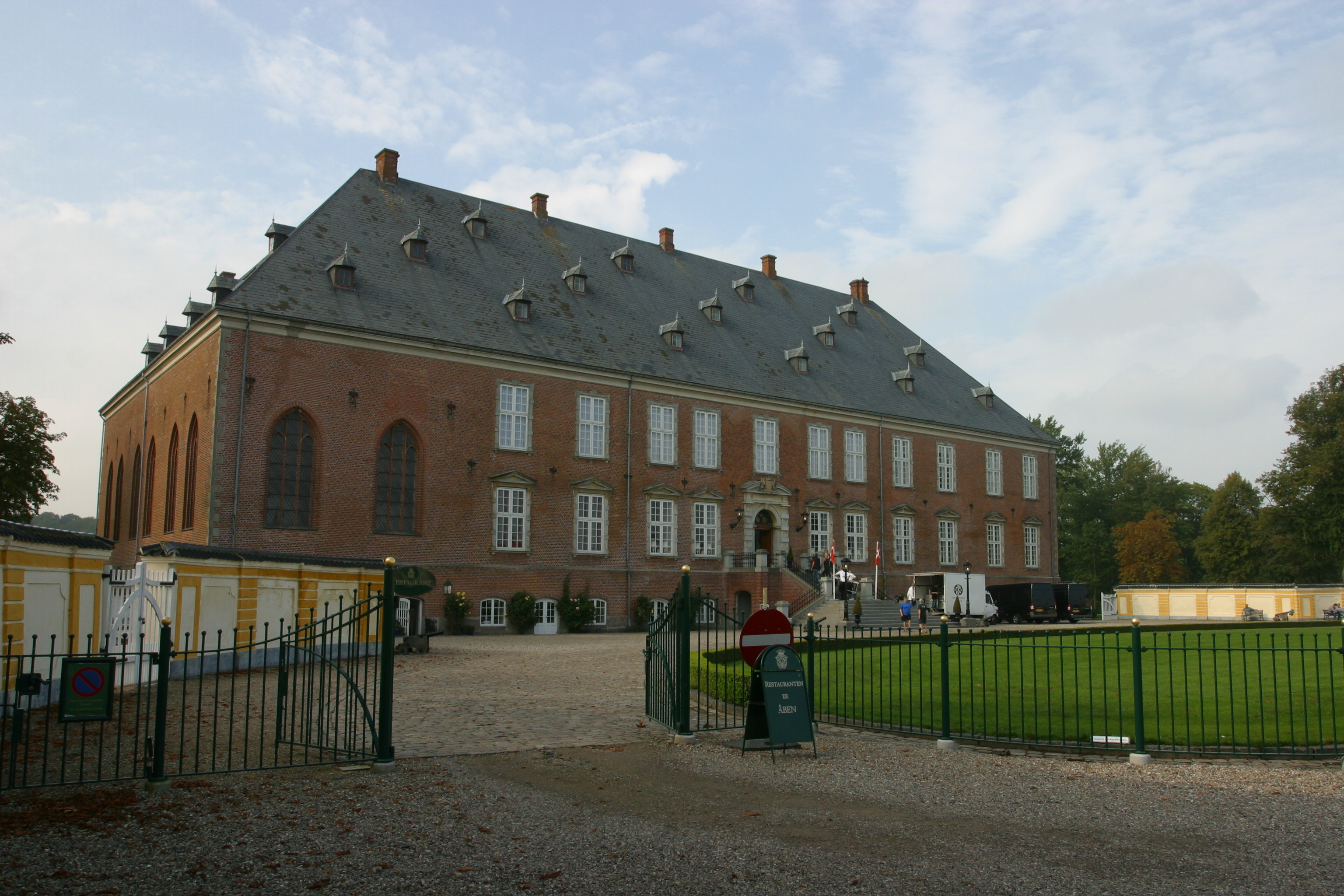
토싱에섬에 있는 발데마르성

토싱에섬(덴마크어: Tåsinge)은 덴마크의 섬으로 면적은 70km2, 인구는 6,187명(2010년 기준), 인구 밀도는 88.4명/km2이다. 퓐섬의 남쪽에 위치하며 행정 구역상으로는 남덴마크 지역 스벤보르시에 속한다.

## 같이 보기
- 덴마크의 섬 목록
- 에뢰섬